# Куп три нације 2002.
Куп три нације 2002. (службени назив: 2002 Tri Nations Series) је било 7. издање овог најквалитетнијег репрезентативног рагби такмичења Јужне хемисфере.
Такмичење је освојио Нови Зеланд.

## Учесници
Напомена:
|   | Селекција                          | Стадион                              | Селектор      | Капитен     |
| - | ---------------------------------- | ------------------------------------ | ------------- | ----------- |
| 1 | Рагби репрезентација ЈАР           | Кока-кола парк, Јоханезбург (62 567) | Рудолф Строли | Џон Смит    |
| 2 | Рагби репрезентација Новог Зеланда | Еден Парк, Окланд (50 000)           | Џон Мичел     | Тана Умага  |
| 3 | Рагби репрезентација Аустралије    | Стадион Аустралија, Сиднеј (84 000)  | Еди Џоунс     | Џорџ Греган |

## Такмичење
Нови Зеланд - Аустралија 12-6
Нови Зеланд - Јужна Африка 41-20
Аустралија - Јужна Африка 38-27
Аустралија - Нови Зеланд 16-14
Јужна Африка - Нови Зеланд 23-30
Јужна Африка - Аустралија 33-31

## Табела
|   | Селекција   | ИГ | Д | Н | И | ПД  | ПП  | ПР  | БП | Б  |  |
| - | ----------- | -- | - | - | - | --- | --- | --- | -- | -- |  |
| 1 | Ол блекси   | 4  | 3 | 0 | 1 | 97  | 65  | +32 | 3  | 15 |  |
| 2 | Валабиси    | 4  | 2 | 0 | 2 | 91  | 86  | +5  | 3  | 11 |  |
| 3 | Спрингбокси | 4  | 1 | 0 | 3 | 103 | 140 | -37 | 3  | 7  |  |

| Победник Купа три нације 2002. |
| ------------------------------ |
| Нови Зеланд 4. титула          |